# نهر غواب
نهر غواب هو نهر في شمال بابوا غينيا الجديدة. 

## أنظر أيضا
- قائمة أنهار بابوا غينيا الجديدة [الإنجليزية]